# Simbolo del Partito del Lavoro di Corea

Bandiera del Partito del Lavoro di Corea.

Il simbolo del Partito del Lavoro di Corea, che dal 1947 è il partito predominante nella Repubblica Popolare Democratica di Corea, è caratterizzato da un martello, una falce utilizzata nei paesi asiatici ed un pennello calligrafico. Falce e martello sono tuttavia differenti da quelli della simbologia comunista classica e la loro posizione è diversa. Il simbolo, di colore giallo-oro, indica il ruolo del PLC come "avanguardia" delle masse lavoratrici comprendenti operai (martello), contadini (falce) ed intellettuali (pennello) e che sono riuniti con il leader ed il partito.  L'emblema è presente nella bandiera del PLC su sfondo rosso. Oltre ad essere un richiamo alla bandiera rossa dei socialisti e dei comunisti, il rosso rappresenta il carattere rivoluzionario e di massa nonché lo spirito combattivo del PLC.
Il simbolo non dev'essere associato all'ideologia Juche, in quanto quest'ultima è solo l'ideologia principale del Partito del Lavoro ed è rappresentata da una fiamma rossa. 
A Pyongyang è presente la torre Juche e sotto di essa è presente una statua di tre persone con gli strumenti del simbolo del Partito del Lavoro di Corea. Nella capitale è situato anche il Monumento alla fondazione del Partito, inaugurato nel 1995 in occasione del 50º anniversario della fondazione del PLC. 

## Galleria d'immagini

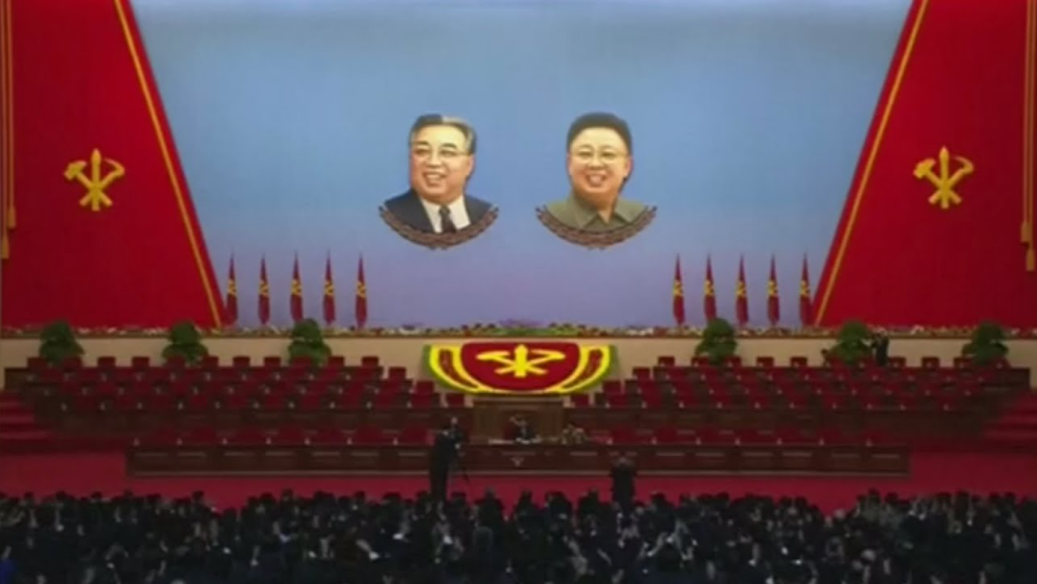
Un congresso del Partito del Lavoro di Corea, con al centro in alto, le facce dei due Leader supremi: a sinistra Kim Il-Sung (il presidente eterno morto nel 1994) e a destra suo figlio e successore Kim Jong-Il (Segretario generale eterno morto nel 2011). Si può notare il simbolo al centro in basso, a destra e a sinistra. Sono presenti inoltre dieci bandiere rosse con il simbolo.
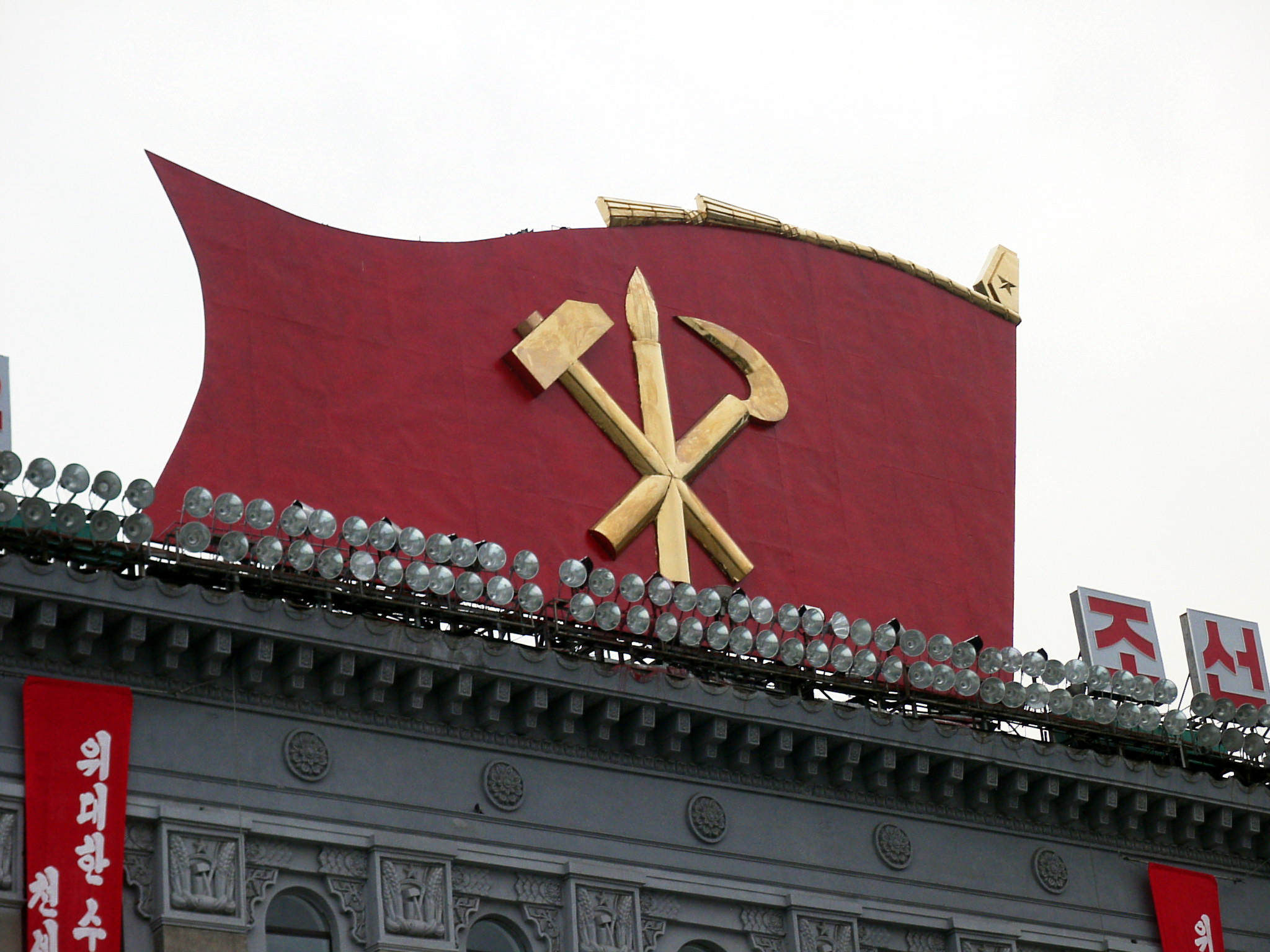
Il simbolo nella bandiera del partito presente sul palazzo del Partito del Lavoro di Corea.
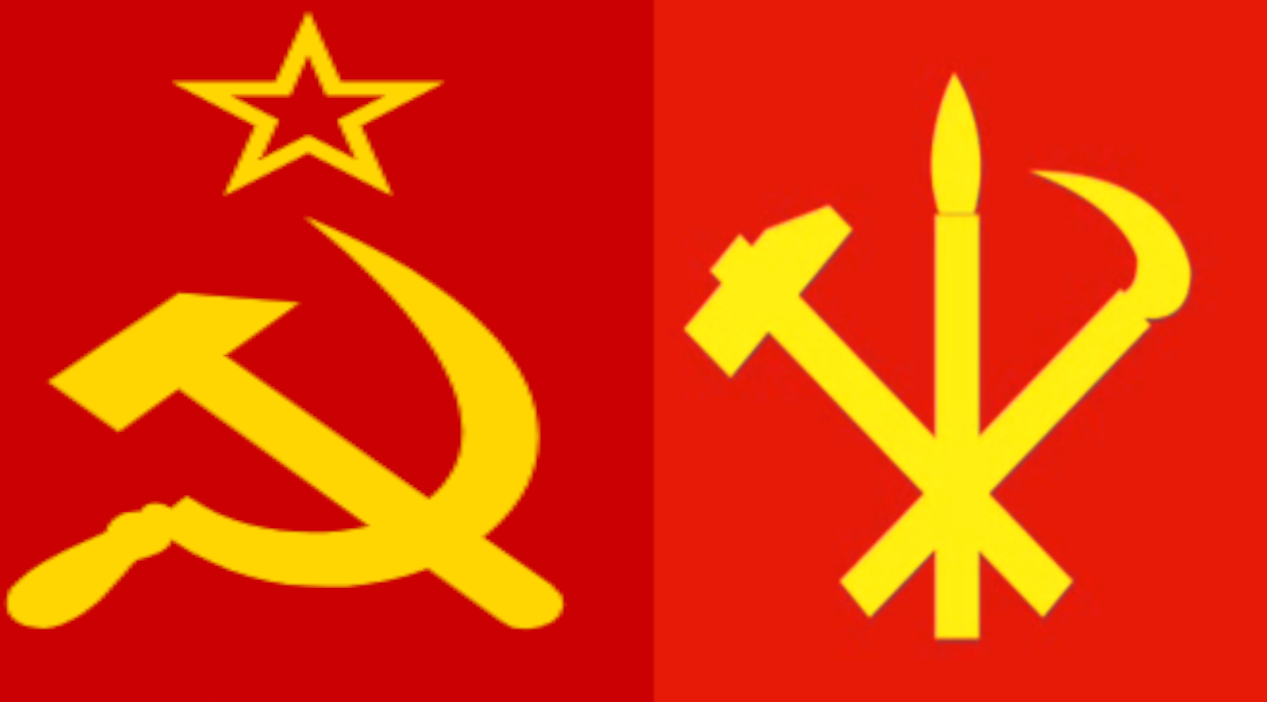
L'emblema falce e martello presente nella bandiera dell'Unione Sovietica affiancato al simbolo del Partito del Lavoro di Corea.
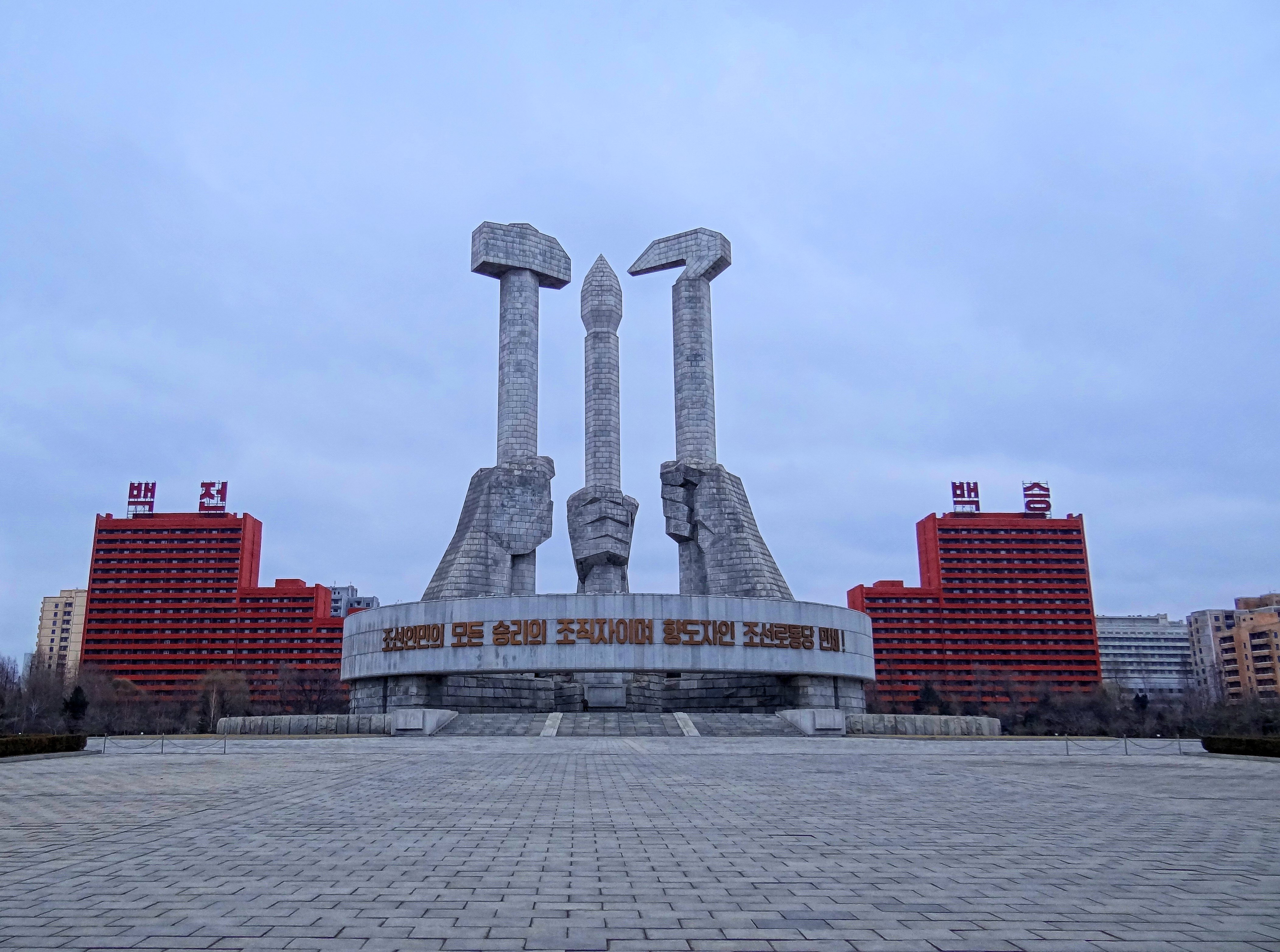
Monumento alla fondazione del partito.